# Biebersteinia
Biebersteinia je jediný rod čeledi Biebersteiniaceae z řádu mýdelníkotvarých. Jsou to jednoleté nebo vytrvalé byliny, rozšířené od východního Středomoří po střední Čínu.

## Výskyt
Nachází se velice vzácně v sušších, kamenitých, jen zřídka zalesněných oblastech Řecka, Blízkého východu, Íránu, Tibetu a střední Číny.

## Změny v zařazení
Starší morfologické studie zařazovaly rod Biebersteinia do čeledě kakostovitých, i když s určitými výhradami. Po novém fylogenetickým prozkoumáním se toto zařazení stalo neúnosným a v taxonomickém systému APG III byla pro rod Biebersteinia vytvořena čeleď Biebersteiniaceae umístěná do řádu mýdelníkotvarých.

## Popis
Je to bylina s dřevnatějícím stonkem a nápadné žlutými, na dotek lepkavými chloupky a silným zápachem. Vytváří oddenky nebo hlízy kterými se také může vegetativně rozmnožovat. Stonky jsou vztyčené, polehlé nebo jsou rostliny téměř bez stonků. Listy jsou se řapíky i přisedlé, listová čepel je mnohočetně zpeřená.
Květy jsou oboupohlavné, žluté až načervenalé, hmyzosnubné, jsou uspořádány do květenství laty nebo hroznu. Plody jsou poltivé, vznikly z více plodolistových srostlých pestíků, mají po jednom velkém semenu, se zaobleným poutcem, se skromným endospermem.

## Použití
Vzhledem k vzácnosti výskytu této rostliny nelze o brzkém praktickém využívání uvažovat, přesto bylo vědecky zkoumáno používání v lidovém lékařství. V kořenu byly zjištěny látky mírnící otoky a vyvolávající analgetické účinky na úrovni morfinu.

## Druhy
Biebersteinia je většinou rozdělována do těchto čtyř druhů s nejčastějším místem výskytu:
- Biebersteinia heterostemon Maxim., 1880 – střední Čína
- Biebersteinia multifida DC., 1824 – Sýrie, Írán, střední Čína
- Biebersteinia odora Stephan ex Fischer, 1808 – Írán, Tibet
- Biebersteinia orphanidis Boiss, 1854 – Řecko [5]